# Saison 1 de New York, crime organisé
Chronologie
Saison 2
Cet article, présente la première saison de New York, crime organisé  (Law and Order: Organized Crime) qui est une série télévisée américaine.

## Distribution

### Acteurs principaux

#### Membre du Bureau du crime organisé
- Daniel Oreskes : Lieutenant Marv Moennig (épisodes 1, 3, 4, 5, 6 et 7)
- Danielle Moné Truitt (en) (VF : Géraldine Asselin) : Sergent Ayanna Bell
- Christopher Meloni (VF : Jérôme Rebbot) : Détective Elliot Stabler
- Ainsley Seiger (en) (VF : Margaux Maillet) : Détective Jet Slootmaekers
- Charlotte Sullivan : Détective Gina Cappelletti (épisodes 2 à 7)
- Ben Chase : Détective Freddie Washburn (épisodes 2 à 8)
- Michael Rivera : Détective Diego Morales (épisodes 2 à 8)

## Famille de criminels
- Tamara Taylor (VF : Nathalie Homs) : Pr Angela Wheatley
- Dylan McDermott (VF : Xavier Fagnon) : Richard Wheatley

### Invités deNew York, unité spéciale
- Mariska Hargitay : capitaine Olivia Benson (épisodes 1, 2, 4, 5 et 8)
- Peter Scanavino (VF : Jérôme Pauwels) : substitut du procureur Dominick « Sonny » Carisi Jr.  (épisode 4)
- Demore Barnes : chef-adjoint Christian Garland (épisode 5)

### Acteurs récurrents

#### La Famille Benson
- Ryan Buggle : Noah Porter-Benson (épisodes 1 et 2 - apparitions spéciales, n'est pas crédité en participant)

#### La Famille Stabler
- Allison Siko : Kathleen Stabler (épisode 1, 3, 4, 6 et 8)
- Nicky Torchia : Elliot Stabler, Jr. (épisodes 1, 2, 3, 4, 6 et 8)
- Autumn Mirassou : Maureen Stabler (épisodes 1, 4 et 8)
- Jeffrey Scaperrotta : Dickie Stabler (épisodes 1, 4 et 8)
- Kaitlyn Davidson : Elizabeth Stabler (épisodes 1, 4, 6 et 8)
- Adam Harper : Carl, l'époux de Maureen (épisodes 1 et 2)

#### La Famille Wheatley
- Nick Creegan : Richard Wheatley, Jr. (épisodes 1, 2, 3, 4, 6, 7 et 8)
- Shauna Harley : Pilar Wheatley, l'ex-femme de Richard Wheatley (épisodes 1, 2, 3, 4, 7 et 8)
- Jaylin Fletcher : Ryan Wheatley (épisodes 1, 4 et 7)
- Christina Marie Karis : Dana Wheatley (épisodes 2, 3, 4, 6, 7 et 8)

##### Substituts du procureur
- Diany Rodriguez : substitut du procureur Maria Delgado (épisodes 1 et 2)
- Wendy Moniz-Grillo : substitut du procureur Anne Frasier (épisodes 6 à 8)

#### Entourage mafieux de Richard Wheatley
- Ibrahim Renno : Izak Bekher (épisodes 2 à 7)
- Nicholas Baroudi : Joey Raven (épisodes 2, 3, 6, 7 et 8)

#### Entourage du sergent Bell
- Keren Dukes : Denise Bullock, l'épouse de Bell (épisodes 3, 5, 6 et 7)
- Danny Olabi : Damon King, le neveu de Denise et Ayanna (épisodes 5 et 7)
- Cristala Carter : Karen King (épisodes 5 et 7)

#### Justice
- Jennifer Van Dyck : juge Sharon Lee (épisodes 4 et 8)

## Liste des épisodes

### Épisode 1:Ce Qui S'est Passé Dans Les Pouilles
- États-Unis : 1er avril 2021 sur NBC
- France : 
  - 1er novembre 2021 sur 13e rue
  - 20 septembre 2022 sur TF1
- Québec : 5 janvier 2022 sur AddikTV

- États-Unis : 7,86 millions de téléspectateurs (première diffusion)[1]

- Davide Borella : Roberto
- David Greenspan : Pat Sharkey
- Mike Keller : substitut du procureur Gabe Rezek
- DeShawn Harold Mitchell : détective Stan Fairey
- Michael O'Leary : Père Brendan Hogan
- Chazz Palminteri : Manfredi Sinatra
- Giorgio Panetta : Marco Gennaro
- Tom Scorzone : Pietro Schiavelli

- Cet épisode conclut le cross-over commencé avec l'épisode Tout le monde change (saison 22, épisode 9) de la série télévisée New York, unité spéciale.
- Il s'agit de la meilleure audience historique de la série.

### Épisode 2:Pas La Mafia de Papa
- États-Unis : 8 avril 2021 sur NBC
- France : 
  - 1er novembre 2021 sur 13ème rue
  - 27 septembre 2022 sur TF1
- Québec : 12 janvier 2022 sur AddikTV

- États-Unis : 4,84 millions de téléspectateurs (première diffusion)[2]

- Barry Anderson : Rand
- John Bianco : Petey Pepsid
- Meggie McKinnon : infirmière Betsey
- Hannah Jane McMurray : Jill
- Randolph Curtis Rand : Dr. Laurence Valentine
- Julie Tolivar : Helene

### Épisode 3:Protéger Les Siens
- États-Unis : 15 avril 2021 sur NBC
- France : 
  - 8 novembre 2021 sur 13ème rue
  - 4 octobre 2022 sur TF1
- Québec : 19 janvier 2022 sur AddikTV

- États-Unis : 4,41 millions de téléspectateurs (première diffusion)[3]

- James T. Alfred : détective Mundy
- Jennifer Barnhart : Octopus Puppeteer
- Adam Bourque : le caissier
- Karl Bury : Danny Lizer
- Nathaniel Hackmann : le type sympa
- Malik Hammond :  Luther
- Malik Reed : Darius
- Esin Varan :  Dr. Atul Sharma

### Épisode 4:Conseil de Famille
- États-Unis : 22 avril 2021 sur NBC
- France : 
  - 8 novembre 2021 sur 13ème rue
  - 11 octobre 2022 sur TF1
- Québec : 26 janvier 2022 sur AddikTV

- États-Unis : 4,37 millions de téléspectateurs (première diffusion)[4]

- Danny Burstein : Vincent Weiss
- Sam Centrella : Barista
- Gina D'Acciaro : Bailiff
- Evelyn Maria Dia : détective Duffy
- Katie Lee Hill : Leslie Snow
- Geovonday Z. Jones : le chauffeur de camion
- Annemarie Lawless :  Mrs. Braverman
- James Murtaugh : Herbert Rixton
- Sawyer Ploski : Cole Braverman
- Malik Reed : Darius
- Mike Rob : Jean-Luc
- Veraalba Santa : Carla
- Brandi Nicole Wilson : Renee Swisher

### Épisode 5:Trahison
- États-Unis : 13 mai 2021 sur NBC
- France : 
  - 15 novembre 2021 sur 13ème rue
  - 18 octobre 2022 sur TF1
- Québec : 2 février 2022 sur AddikTV

- États-Unis : 4,45 millions de téléspectateurs (première diffusion)

- Claro Austria : El Gato
- Jennifer Barnhart : Octopus Puppeteer
- Tyler Bunch : le propriétaire du magasin
- Ronnie Castellano : Barista
- Smitty Chai : Kwan Chen
- Ruby Goodman : Maya
- Lily Rose : Giana Chen
- Kevin Craig West : Terrence Bryant
- Tracy Wilder : cheffe Charlene Williams

### Épisode 6:La Balance
- États-Unis : 20 mai 2021 sur NBC
- France : 
  - 15 novembre 2021 sur 13ème rue
  - 25 octobre 2022 sur TF1
- Québec : 9 février 2022 sur AddikTV

- États-Unis : 4,24 millions de téléspectateurs (première diffusion)

- David Agranov : Stephen Komarov
- Timothy Adams : capitaine Chambliss
- Davide Borella : Roberto
- Steve Harris : Ellsworth Lee
- Michael O'Leary : Père Brendan Hogan
- Ivo Nandi : Gianluca Silvano

### Épisode 7:Prendre des Coups
- États-Unis : 27 mai 2021 sur NBC
- France : 
  - 22 novembre 2021 sur 13ème rue
  - 8 novembre 2022 sur TF1
- Québec : 16 février 2022 sur AddikTV

- États-Unis : 4,04 millions de téléspectateurs (première diffusion)

- Timothy Adams : capitaine Chambliss
- Matt Allen : M.E. Charles Gray
- John Bianco : Petey Pepsid
- Steve Harris : avocat de la défense Ellsworth Lee
- Ivo Nandi : Gianluca Silvano
- Malik Reed : Darius
- Faron Salisbury : Samson

### Épisode 8:Oublie, Jake, c'est Chinatown
- États-Unis : 3 juin 2021 sur NBC
- France : 
  - 22 novembre 2021 sur 13ème rue
  - 13 décembre 2022 sur TF1
- Québec : 16 février 2022 sur AddikTV

- États-Unis : 4,02 millions de téléspectateurs (première diffusion)

- Lisa Janae Bacon : agent du FBI Sanchez
- Hope Blackstock : Erica Yalskin
- Josh Charles : procureur fédéral Vince Baldi
- Lamar K. Cheston : Lance Flowers
- Antino Crowley-Kamenwati : Hugo Bankole
- Barbara Eve Harris : avocate de la défense Athena Davis
- Steve Harris : avocat de la défense Ellsworth Lee
- Geraldine Hughes : Dr. Katherine Carpenter-Grey
- Garen McRoberts : agent du FBI Carlson
- Janell Sexton : avocat Abeni Samuels
- Kevin Craig West : Terrence Bryant